# Chemin de fer Hanoï-Haïphong
Le chemin de fer Hanoï-Haïphong (Đường sắt Hà Nội–Hải Phòng) est une ligne de chemin de fer entre la  gare de Hanoï et la gare de Haïphong au Viêt Nam. 
Sa longueur totale de 102 km.

## Gares de la ligne
| TT | km     | Gare       | Adresse                                     |
| -- | ------ | ---------- | ------------------------------------------- |
| 1  | 0      | Hà Nội     | 120 Đường Lê Duẩn, Hoàn Kiếm - Hà Nội       |
| 2  | 2      | Long Biên  | Đồng Xuân, Hoàn Kiếm - Hà Nội               |
| 3  | 5,44   | Gia Lâm    | Ngõ 481 Ngọc Lâm, Long Biên - Hà Nội        |
| 4  | 10,77  | Cầu Bây    | Thạch Bàn, Long Biên, Hà Nội                |
| 5  | 16,21  | Phú Thụy   | Dương Xá, H. Gia Lâm - Hà Nội               |
| 6  | 24,8   | Lạc Đạo    | Lạc Đạo, H. Văn Lâm - Hưng Yên              |
| 7  | 32,56  | Tuấn Lương | Lương Tài, H. Văn Lâm - Hưng Yên            |
| 8  | 40,14  | Cẩm Giàng  | Cẩm Giàng, H. Cẩm Giàng - Hải Dương         |
| 9  | 50,87  | Cao Xá     | T. Cao Xá, Cao An, H. Cẩm Giàng - Hải Dương |
| 10 | 57,01  | Hải Dương  | Hồng Quang - Hải Dương                      |
| 11 | 63,6   | Tiền Trung | Hải Dương                                   |
| 12 | 68     | Lai Khê    |                                             |
| 13 | 71,25  | Phạm Xá    | Tuấn Hưng, Kim Thành - Hải Dương            |
| 14 | 78,25  | Phú Thái   | TT. Phú Thái, H. Kim Thành - Hải Dương      |
| 15 | 86,11  | Dụ Nghĩa   | Đại Bản, H. An Dương - Hải Phòng            |
| 16 | 91,25  | Vật Cách   | Thôn Cách Thượng, H. An Dương - Hải Phòng   |
| 17 | 97,64  | Thượng Lý  | Lô 3 ga Thượng Lý, Hồng Bàng - Hải Phòng    |
| 18 | 101,75 | Hải Phòng  | 75 Lương Khánh Thiện, Ngô Quyền - Hải Phòng |